# Серджилла

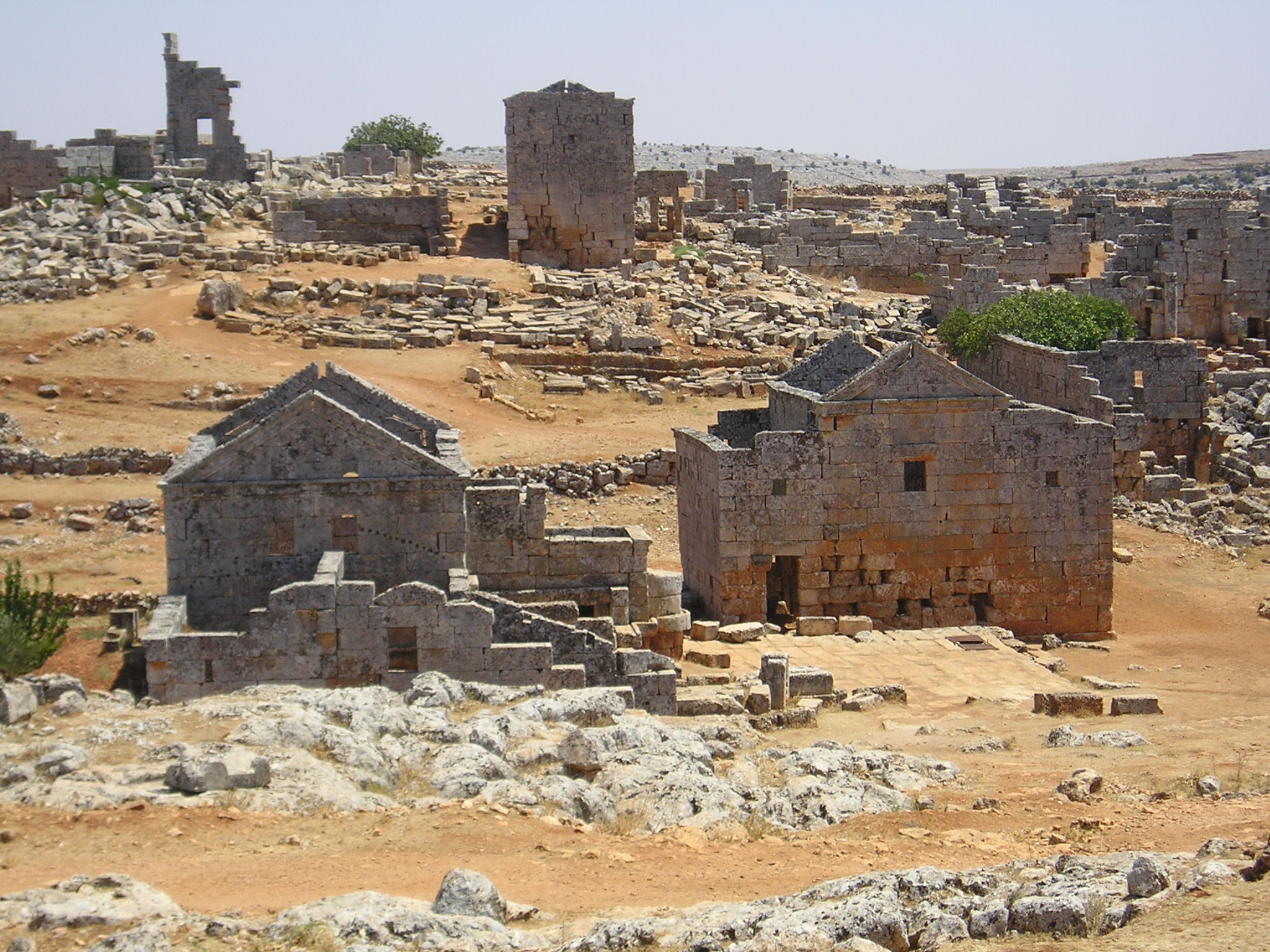
Серджилла сьогодні.

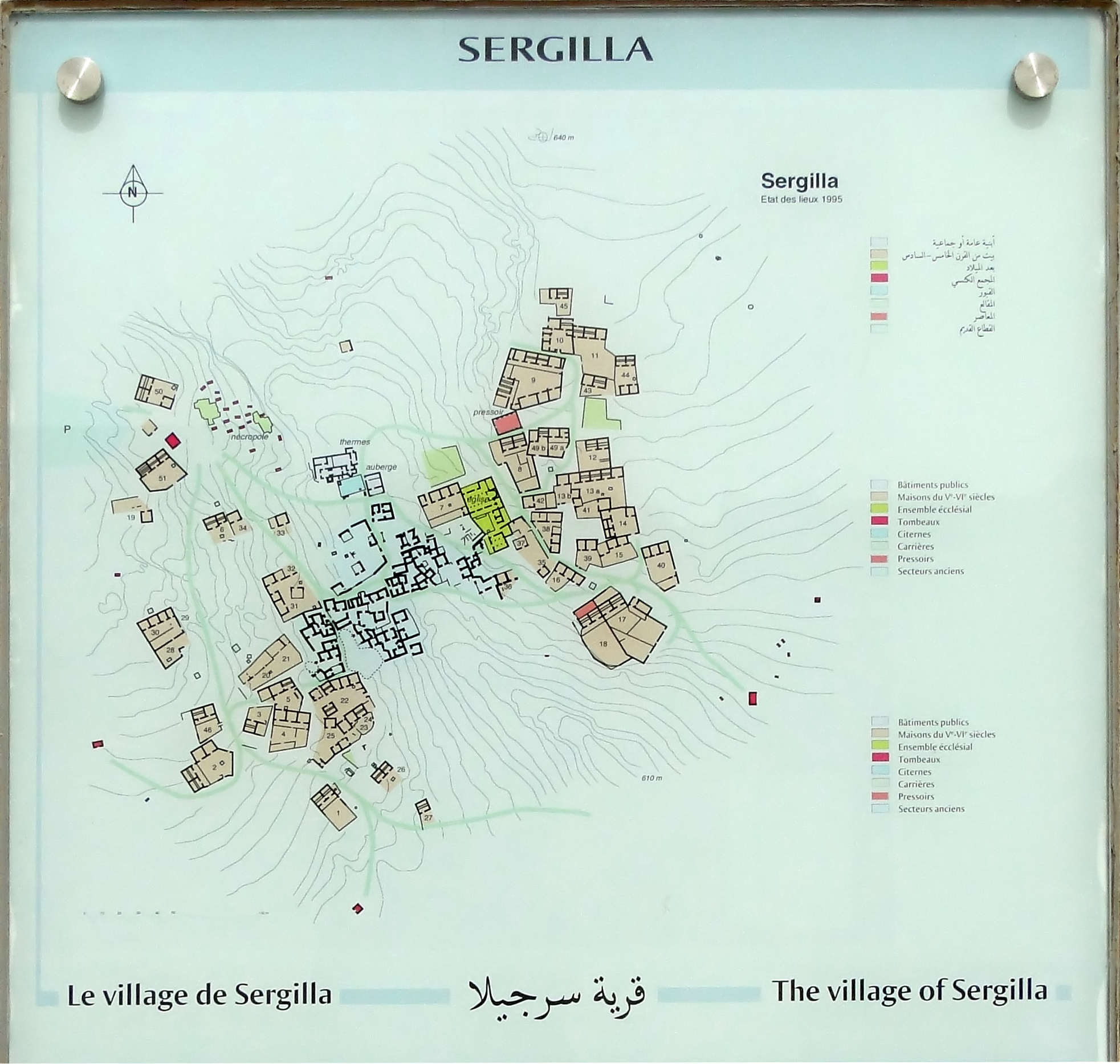
План залишків Серджилли.

Серджилла — стародавнє поселення в північно-західній частині Сирії між містами Алеппо і Ідліб. Є частиною пам'ятки Давні селища Північної Сирії, яка з 2011 року включена в Список об'єктів Світової спадщини ЮНЕСКО в Європі.

## Розташування
Серджилла лежить в північно-західній частині Сирії, близько 60 км від Алеппо, в регіоні навколо Джебель аз-Завія в південній частині гірської області складеної масивами вапняку між долинами річок Нар Afrin і Оронт на заході і плато Алеппо та плато Ідліб на схід .

## Історія
Серджилла є найбільш добре збережена. Роки слави припадають на V—VI століття, коли в регіоні жило 300000 мешканців в приблизно 700 нас. пунктів. З середини шостого століття регіон залежить від ряду несприятливих подій — вторгнення Сасанідів, епідемії чуми (наприклад, Чума Юстиніана, посуха та голод . Більшість населених пунктів, у тому числі Серджилла, були покинуті в сьомому столітті . Коли араби завоювали область, політичний центр регіону переїхав з Антіохії до Дамаску, основні торговельні маршрути переміщення і поселення втратили основне джерело доходу . З цієї причини жителі покинули поселення і переїхати в інші центри що розвиваються під владою арабів.

## Архітектура
У Серджиллі споруди збереглися в дуже хорошому стані — це житлові і громадські будівлі. Всі будівлі були побудовані з місцевого каменю без розчину . Більшість будівель — двоповерхові будинки — люди жили нагорі а внизу — тварини. Багато будинків мали портики та веранди.
Залишки громадських будівель були збережені на площі в центрі поселення — візантійська лазня, двоповерховий андрон, тринефова церква.
У 1899 році поселення досліджував американський археолог з Принстонського університету під керівництвом Ховарда Кросбі Батлера (1872—1922) .
Андрон — місце зустрічі для чоловіків — одна з найбільш добре збережених римських споруд у світі. Побудований на квадратний план, має два поверхи, оформлені з портиками з трьома колонами на кожному поверсі.

## Сучасність
У 2015 р. під час російських бомбардувань у Сирії пошкоджено будівлі поселення Серджилла  